# Damon Wayans Jr.
Damon Kyle Wayans Jr. (Los Angeles, 18 novembre 1982) è un attore e comico statunitense.

## Attore
Figlio del comico Damon Wayans, appartenente ad una delle più famose famiglie statunitensi (i Fratelli Wayans),  debuttò al cinema nel 1994, facendo un piccolo ruolo in Blankman (in cui recitava anche il padre). Apparve poi nella sitcom Tutto in famiglia, dove prima recitò nella parte di John (uno degli amici di Junior) e poi entrò a far parte degli sceneggiatori.
Ha recitato in Happy Endings nel ruolo di Brad Williams.
Ha ricoperto il ruolo di Coach nella serie televisiva New Girl, nella quale appare nel primo episodio (che dovette subito abbandonare per vestire la parte di Brad Williams), nella terza e quarta stagione e come guest nella quinta e settima.
Nel 2014 diventa il co-protagonista del film Bastardi in divisa, insieme a Jake Johnson, con il quale ha già lavorato nella serie tv New Girl.

### Vita privata
Wayans ha avuto due figlie con l'ex-fidanzata Aja Metoyer: Aniya Wayans e Amara Wayans.

## Filmografia

### Attore

#### Cinema
- Un eroe fatto in casa (Blankman), regia di Mike Binder (1994)
- Il maggiore Payne (Major Payne), regia di Nick Castle (1995)
- Dance Flick, regia di Damien Dante Wayans (2009)
- I poliziotti di riserva (The Other Guys), regia di Adam McKay (2010)
- Bastardi in divisa (Let's Be Cops), regia di Luke Greenfield (2014)
- Single ma non troppo (How to Be Single), regia di Christian Ditter (2016)
- Super Troopers 2, regia di Jay Chandrasekhar (2018)
- Love, Guaranteed, regia di Mark Steven Johnson  (2020)
- Barb e Star vanno a Vista Del Mar (Barb & Star Go to Vista Del Mar), regia di Josh Greenbaum (2021)
- The Harder They Fall, regia di Jeymes Samuel (2021)
- Un lungo weekend (Long Weekend), regia di Steve Basilone (2021)
- Kinda Pregnant, regia di Tyler Spindel (2025)

#### Televisione
- Tutto in famiglia (My Wife and Kids) – serie TV, 8 episodi (2001-2004)
- The Underground – serie TV, 11 episodi (2006)
- Da Network, regia di E. Bernard Dixon – film TV (2008)
- Happy Endings – serie TV, 57 episodi (2011-2013)
- New Girl – serie TV, 44 episodi (2011-2018)
- Brooklyn Nine-Nine – serie TV, episodio 3x15 (2015)
- Curb Your Enthusiasm – serie TV, episodio 9x03 (2017)
- La verità sul caso Harry Quebert (The Truth About the Harry Quebert Affair) – miniserie TV, 10 puntate (2018)
- Happy Together – serie TV, 13 episodi (2018-2019)
- Shrinking - serie TV, episodio 2x04 (2024)

### Doppiatore
- Sansone (Marmaduke), regia di Tom Dey (2010)
- Big Hero 6, regia di Don Hall e Chris Williams (2014)
- Tappo - Cucciolo in un mare di guai (Trouble), regia di Kevin Johnson (2019)

## Doppiatori italiani
Nelle versioni in italiano delle opere in cui ha recitato, Damon Wayans Jr. è stato doppiato da:
- Riccardo Scarafoni ne I poliziotti di riserva, Happy Endings, Shrinking
- Andrea Mete in Bastardi in divisa, La verità sul caso Harry Quebert, Kinda Pregnant
- Fabrizio Vidale in New Girl, Brooklyn Nine-Nine
- Nanni Baldini in Single ma non troppo, Love, Guaranteed
- Simone Crisari in Super Troopers 2
- Gianluca Crisafi in Barb e Star vanno a Vista Del Mar
- Luca Ghignone in Un lungo weekend
- Diego Baldoin in Hoops
- Gianluca Iacono in Supercool - Strafigo per un giorno
- Emanuele Ruzza in Players